# Adolfo Sánchez Carrere
Adolfo Sánchez Carrere (1883-1941) fue un periodista, humorista, crítico taurino y dramaturgo español.

## Biografía
Nació en 1883. Cultivó entre otros el género taurino. Usó dobles sentidos, con intención humorística y picante, para titular sus revistas teatrales, en el contexto de la denominada sicalipsis, por entonces en boga, llegando a un punto «grosero». Colaboró en publicaciones como Madrid Taurino, La Hoja de Parra, La Vida o La Gracia, o Madrid Cómico, entre otras. Falleció en 1941.